# Városlőd
Városlőd (deutsch Waschludt) ist eine ungarische Gemeinde im Kreis Ajka im Komitat Veszprém.

## Geschichte
Nach der Türkenherrschaft wurde der Ort von deutschen Familien wiederbesiedelt. Im Jahr 1913 gab es in der damaligen Kleingemeinde 397 Häuser und 2102 Einwohner auf einer Fläche von 3972 Katastraljochen. Sie gehörte zu dieser Zeit zum Bezirk Veszprém im Komitat Veszprém. Bei der Volkszählung von 1941 bekannten sich 86 % als Deutschsprachige. Der Großteil der Deutschen wurde 1947–48 vertrieben.

## Geografische Lage
Városlőd liegt achteinhalb Kilometer nordöstlich der Kreisstadt Ajka, an dem Fluss Torna. Nachbargemeinden sind Kislőd, Csehbánya, Herend und Szentgál.

## Gemeindepartnerschaft
- Wiesthal, Deutschland, seit 1990

## Sehenswürdigkeiten
- Heimatmuseum (Tájház)
- Kalvarienberg
- Römisch-katholische Kirche Szent Mihály, erbaut  1747–1750
- Römisch-katholische Kapelle Szent Anna auf dem Kalvarienberg, erbaut 1859
- Römisch-katholische Kapelle Szent Flórian, erbaut 1822
- Terrakotta-Relief zum Gedenken an das Kartäuserkloster Lövöld (Leweldi karthauzi kolostor domborműve), erschaffen von Katalin Szőlősiné Séllei

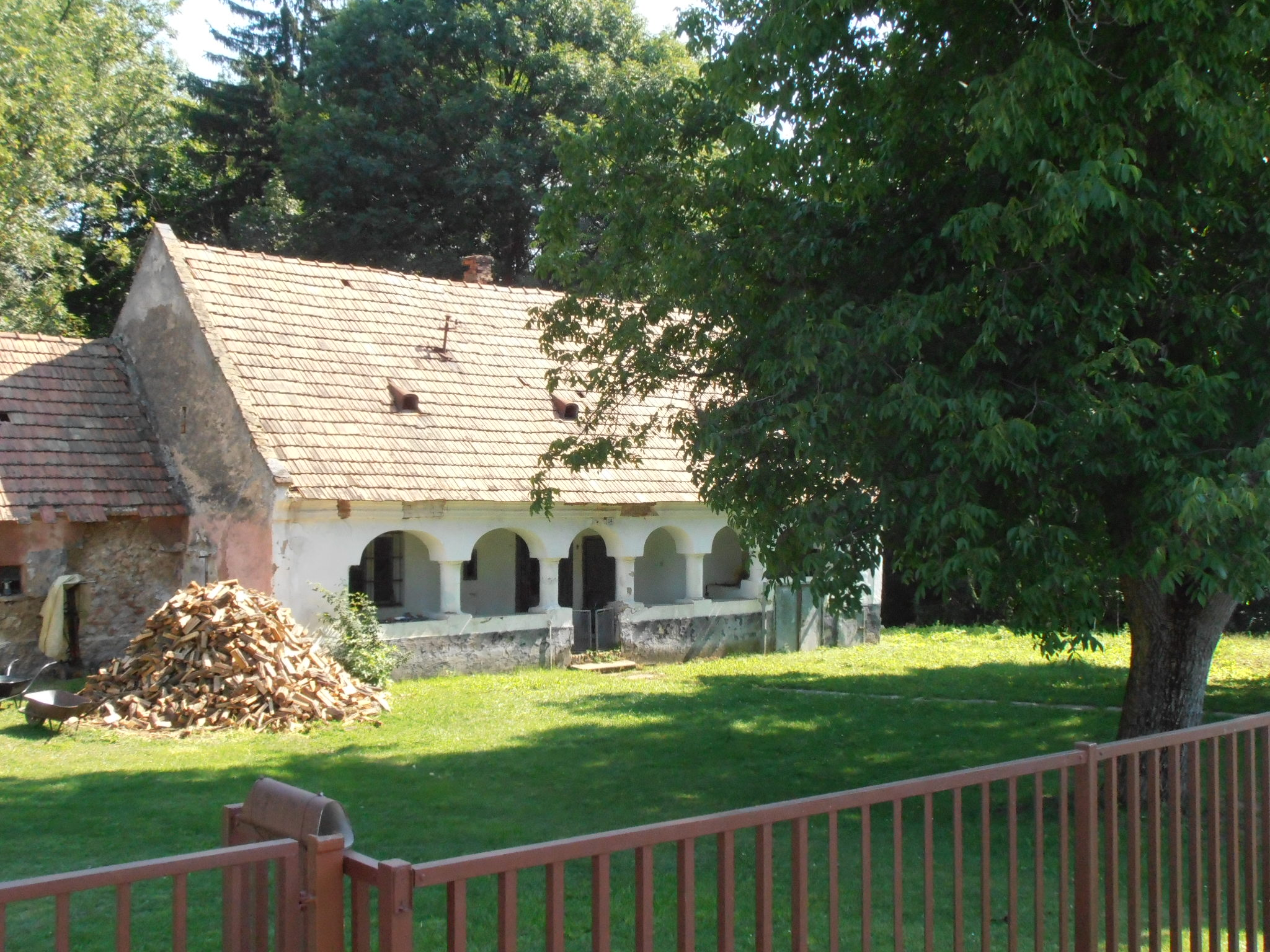
Traditionelles Bauernhaus
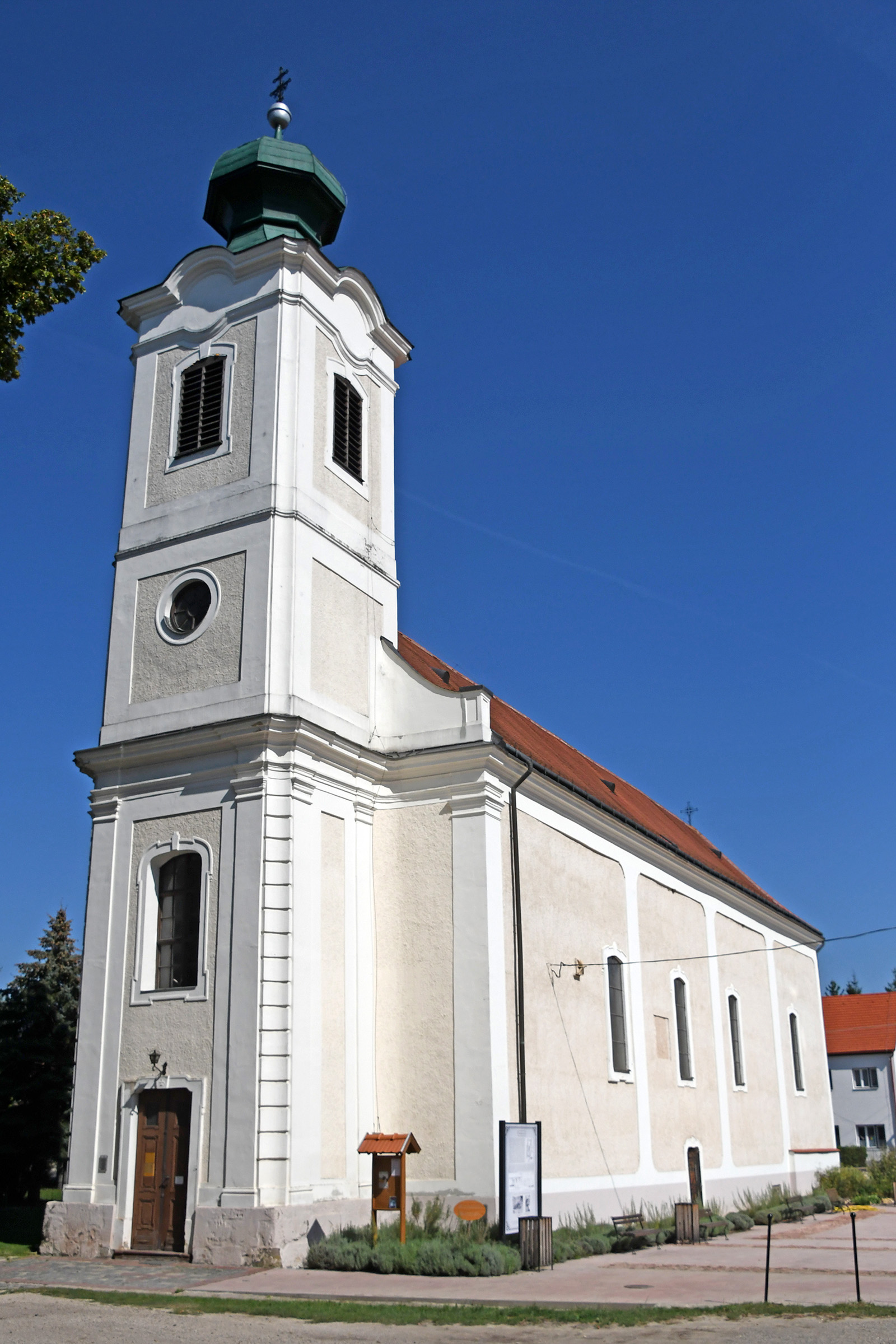
Römisch-katholische Kirche Szent Mihály
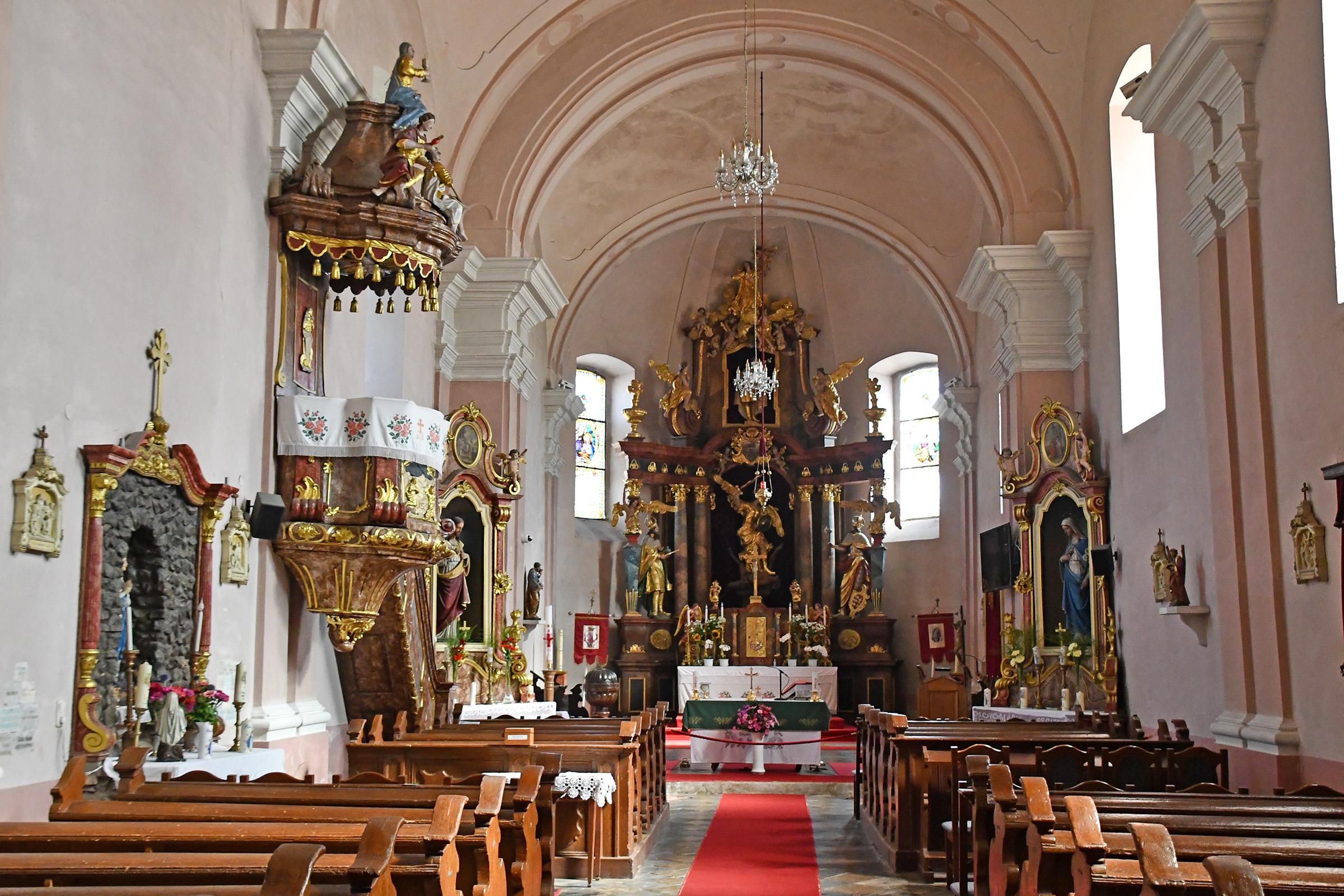
Innenraum der Kirche Szent Mihály
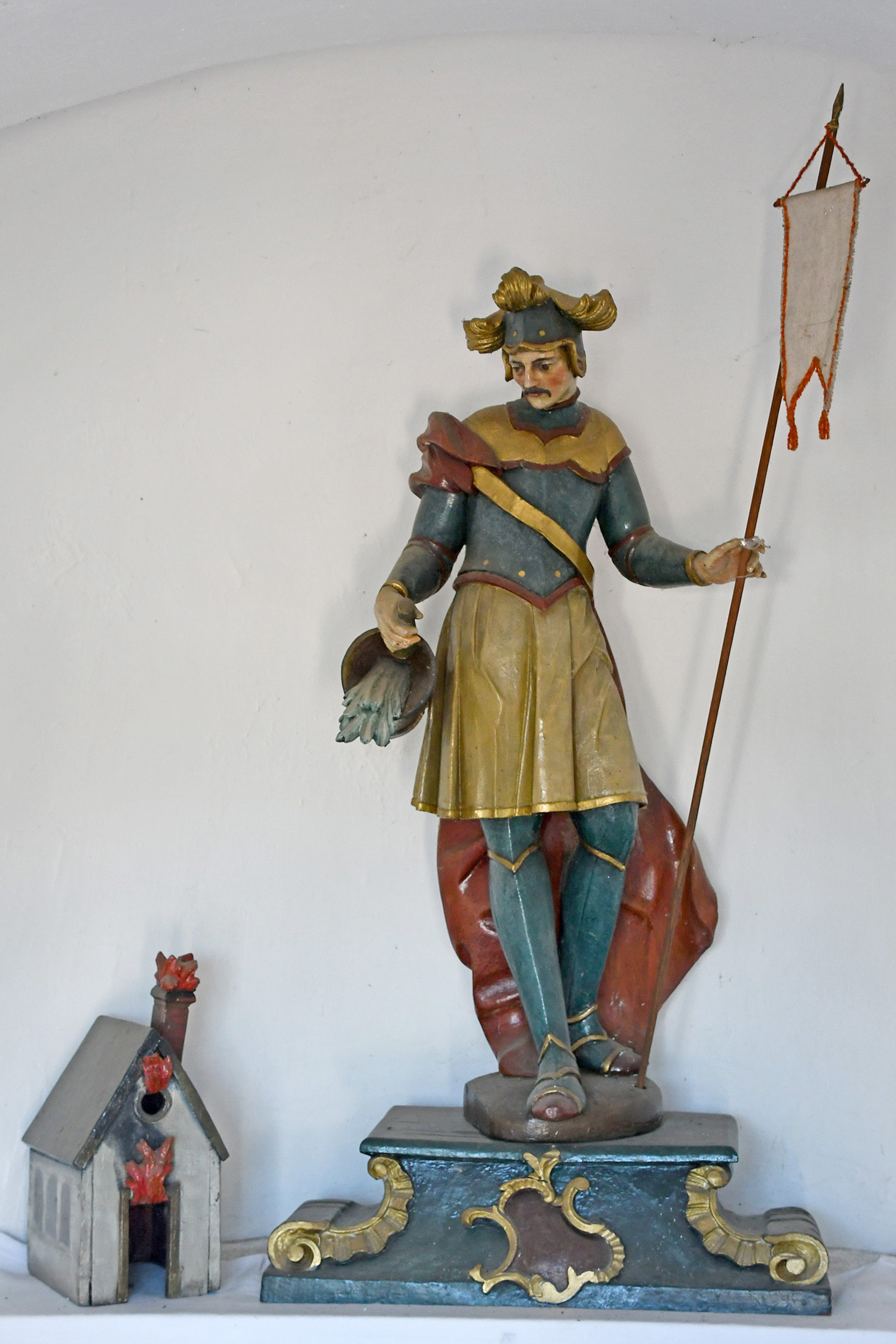
Szent-Flórian-Statue
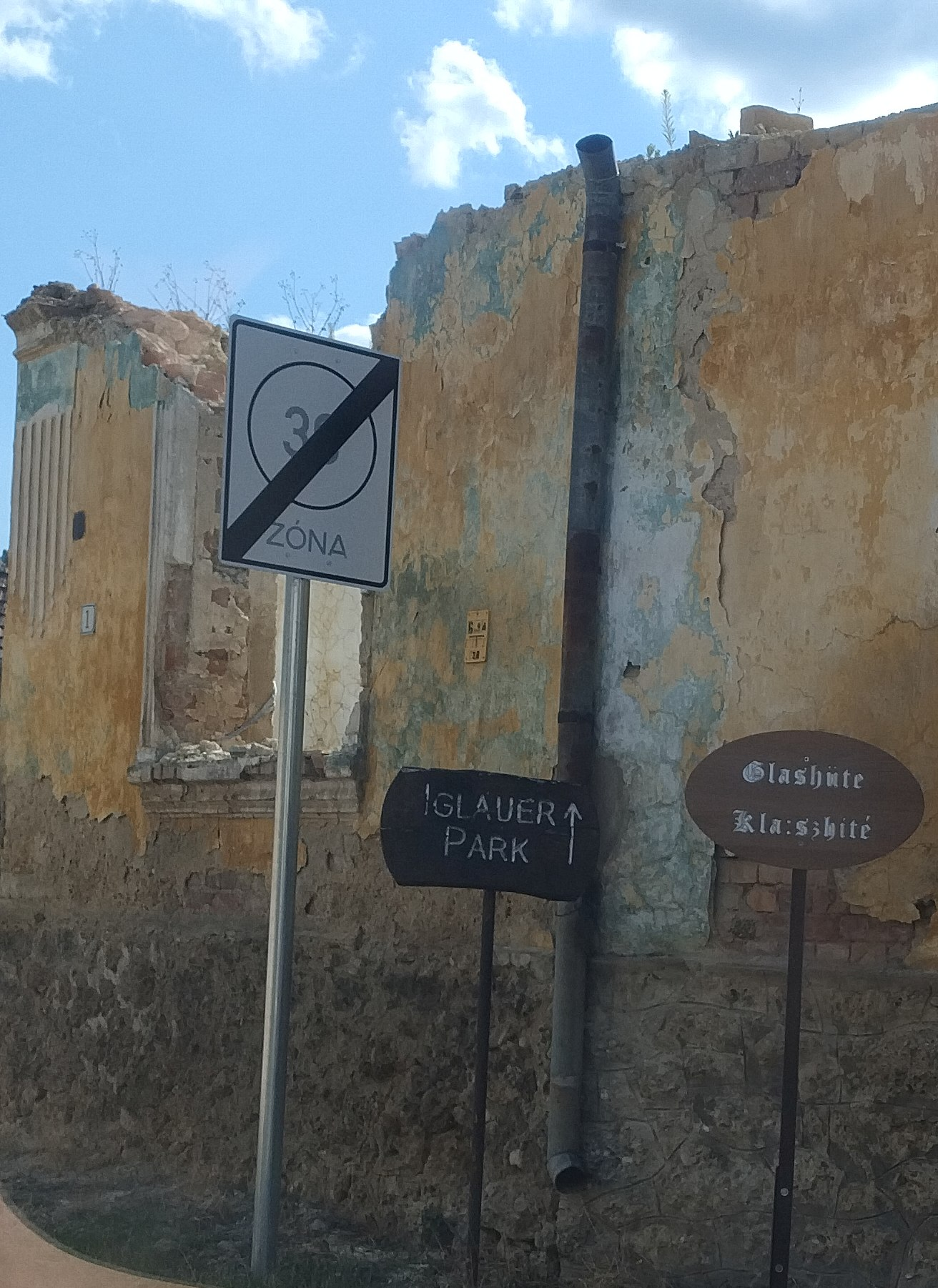
Zweisprachiges Schild zur Glashütte
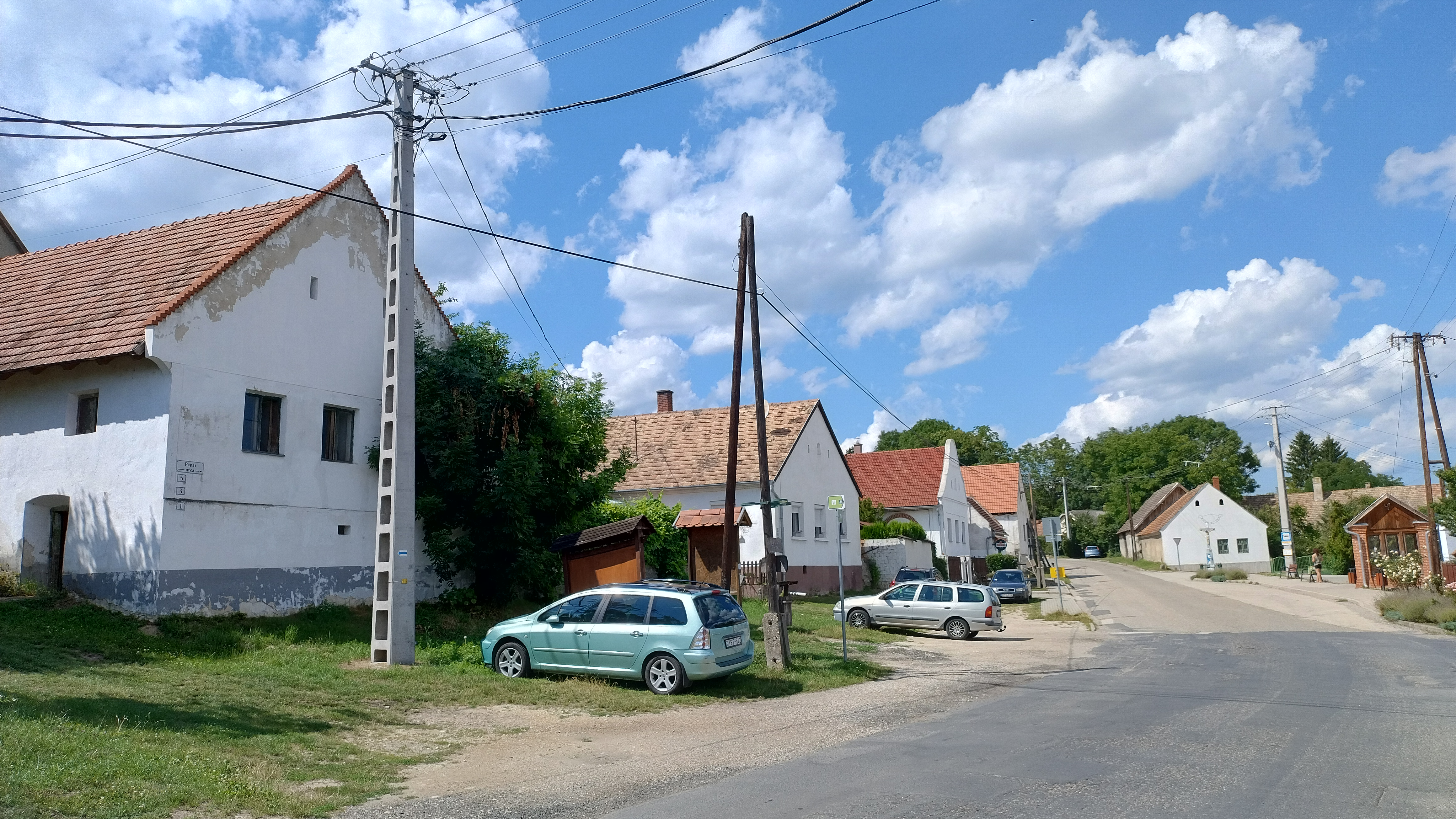
Waschludt Straßenansicht
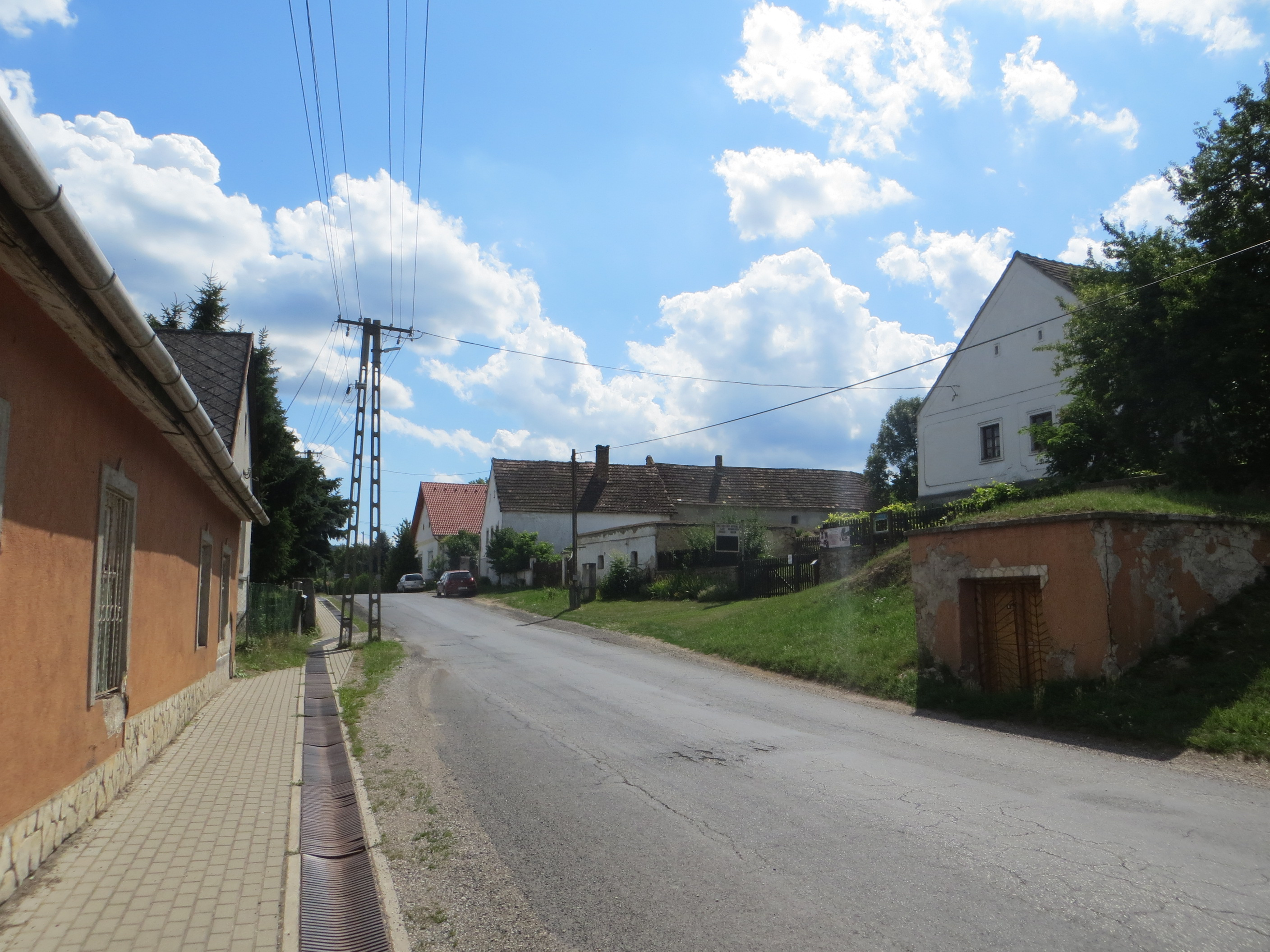
Straßenansicht mit dem Waschludter Heimatmuseum
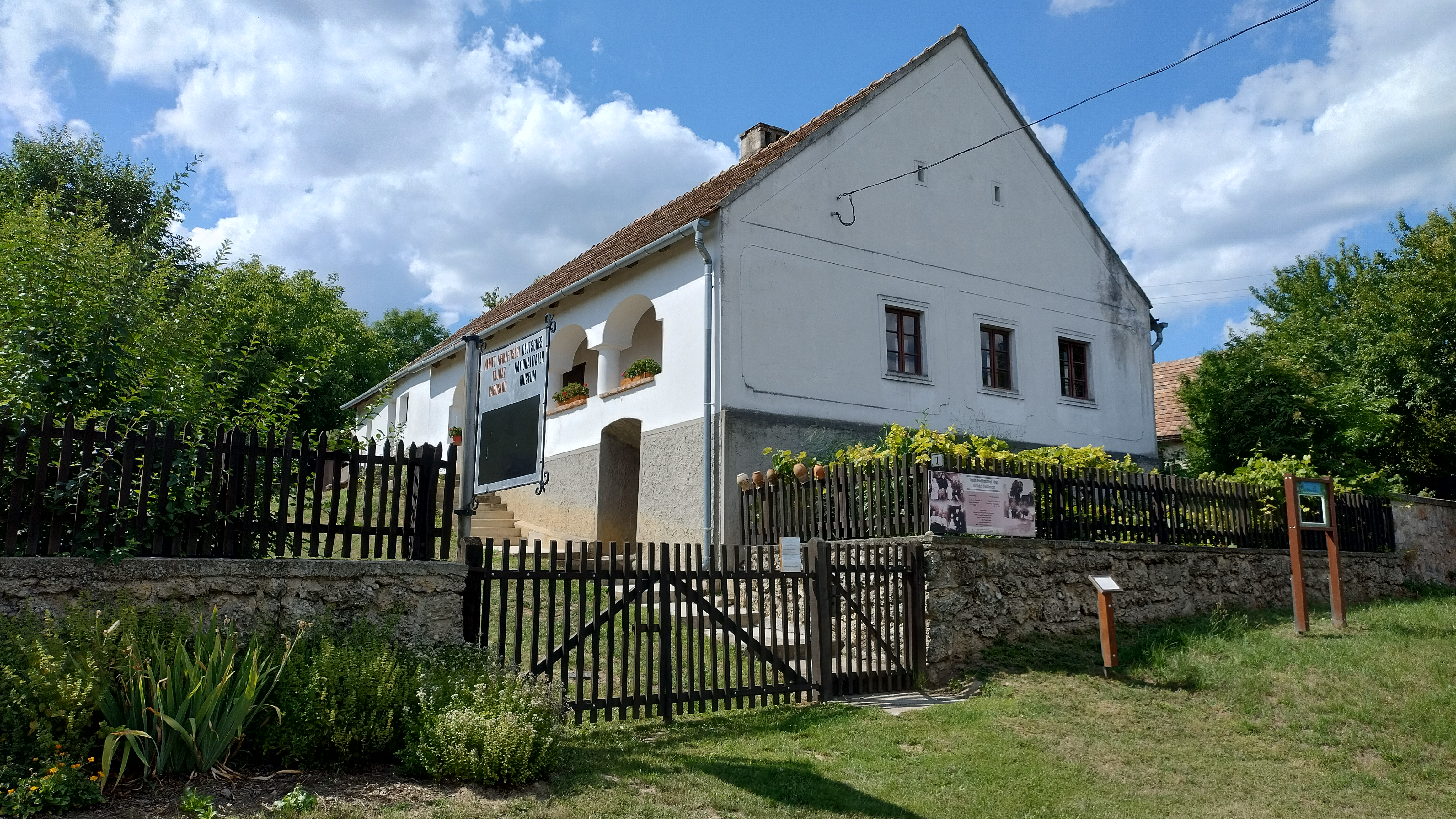
Waschludter Heimatmuseum
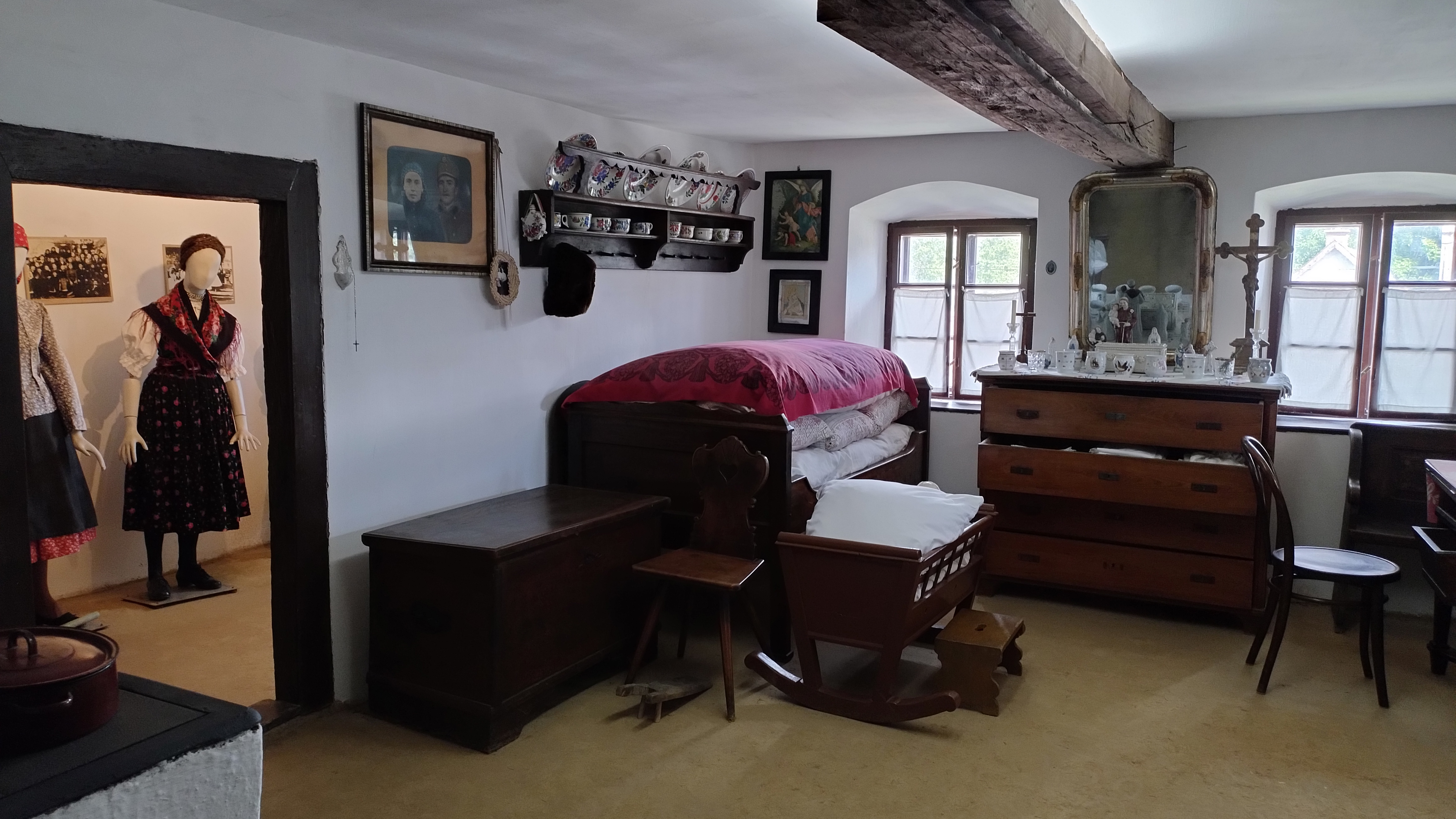
Innenbereich des Heimatmuseums mit Lehmboden
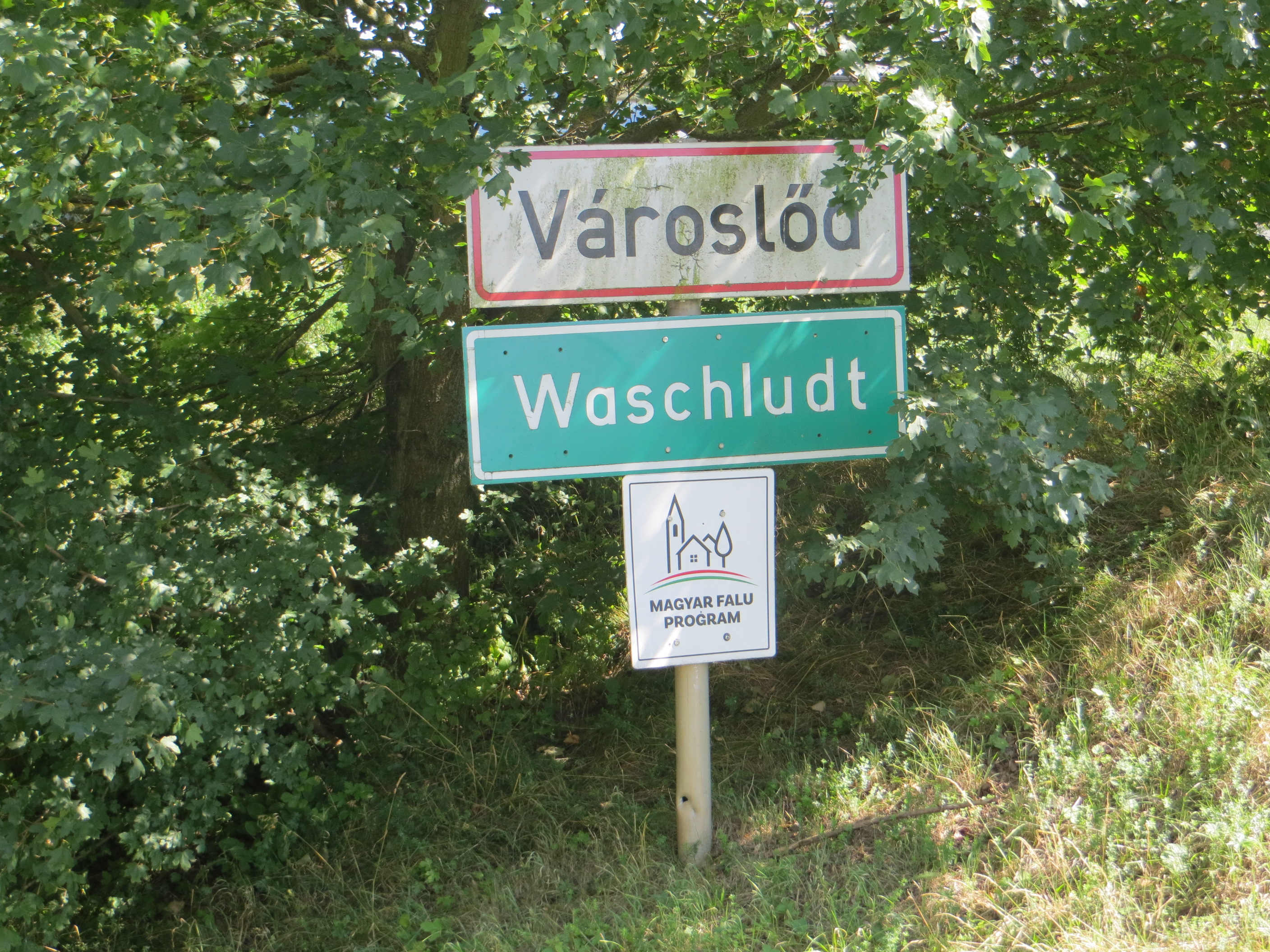
Zweisprachige Ortstafel
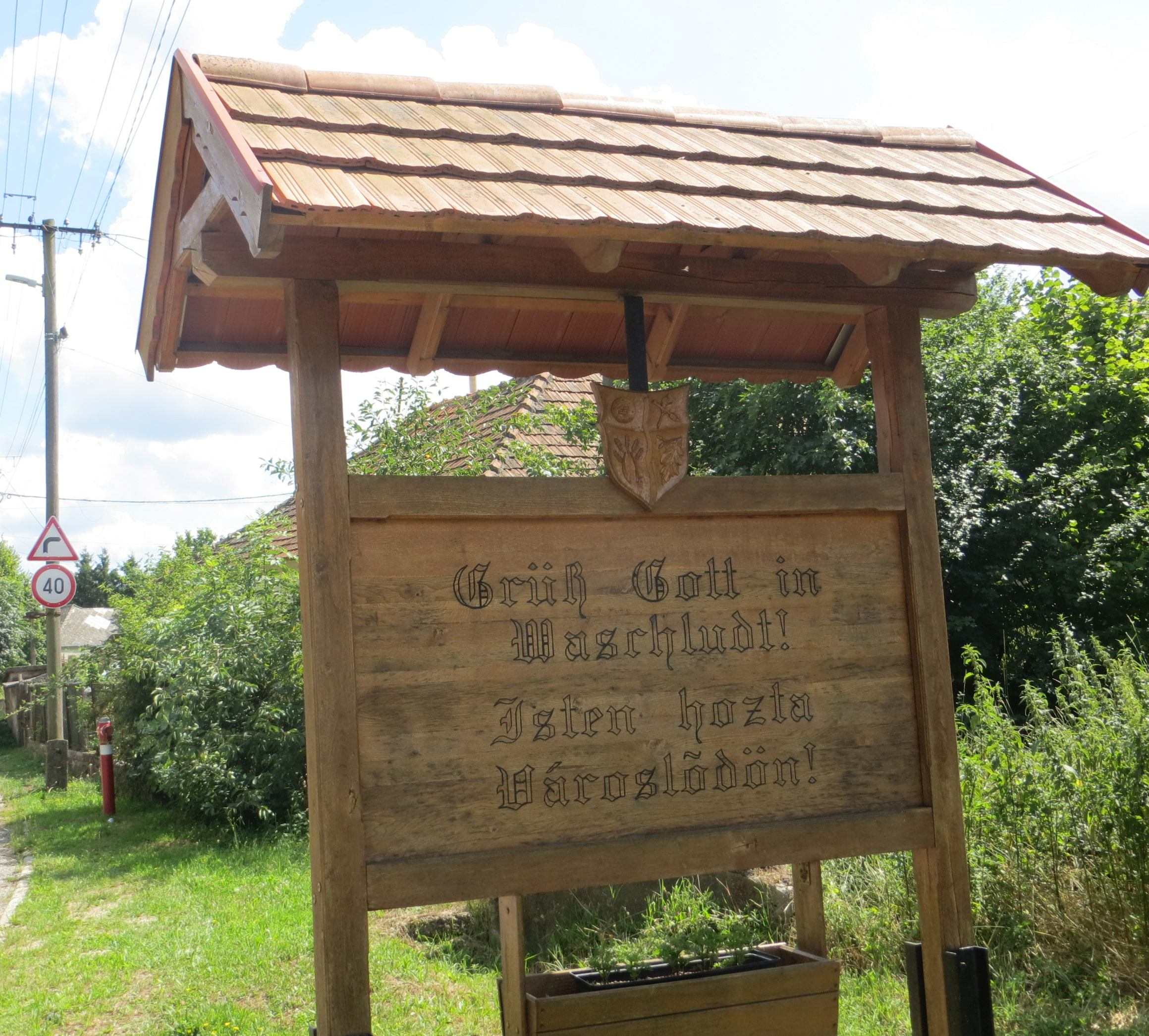
Waschludt, Willkommensschild
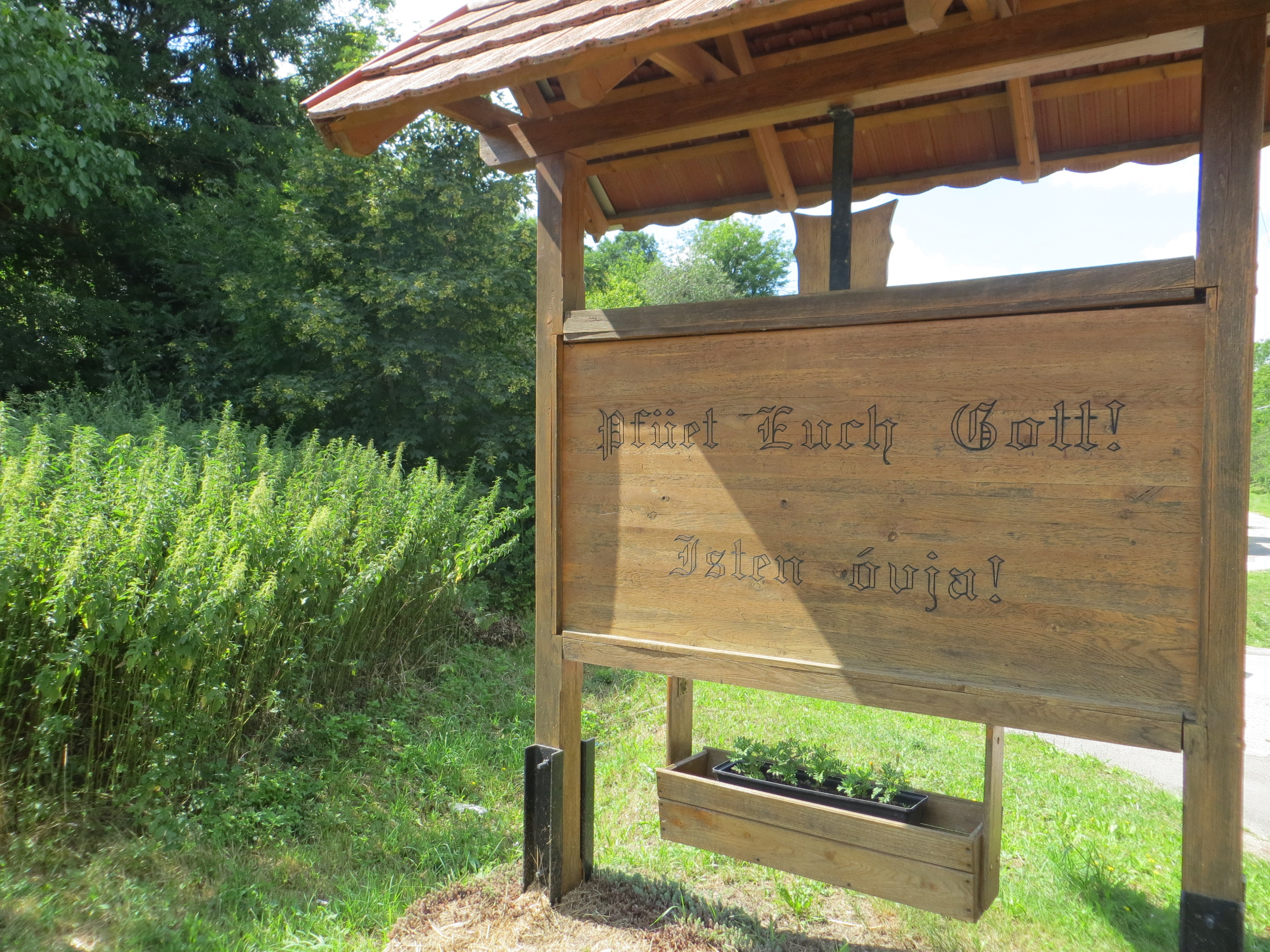
Zweisprachiges Schild am Ortsende

## Söhne und Töchter der Gemeinde
- Károly Peyer (1881–1956), Gewerkschafter und Politiker

## Verkehr
Durch Városlőd verläuft die Hauptstraße Nr. 8, auf die in der Ortsmitte die von Norden kommende Hauptstraße Nr. 83 mündet. Über den südwestlich am Ortsrand gelegenen Bahnhof Kislőd-Városlőd ist die Gemeinde angebunden an die Eisenbahnstrecke von Celldömölk nach Veszprém.